# Аеродром Астрахан
Међународни аеродром Астрахан  (рус. Международный аэропорт Астрахань; IATA: ASF , ICAO: URWA) је аеродром федералног значаја у Астраханској области.

## Положај
Аеродром се налази 8 км јужно од центра Астрахана, града на југу Русије, у непосредној близини Каспијског језера. 

## Авио-компаније и дестинације
Редовне дневне летове за Москву обављају 3 авиокомпаније: Аерофлот, С7 Аирлинес и Победа, те Ред Вингс Аирлинес сваки други дан. Међународни летови се такође обављају до Анталије (Турска), Актауа (Казахстан), Бакуа (Азербејџан). Број летова са аеродрома након распада СССР-а смањен је за више од 10 пута.

## Приступ аеродрому
До аеродрома је могуће доћи аутом и јавним саобраћајем. Линијски такси  бр. 5, 80с и 86с.